# Michal Schmuck starší
Michal Schmuck (9. ledna 1909 Oroszvár – 11. června 1980 Bratislava) byl československý sportovní plavec a pólista maďarské národnosti, účastník olympijských her v roce 1928 a 1936.
Závodnímu plavání a vodnímu pólu se věnoval od roku 1924 v maďarském sportovním klubu PTE Bratislava (Polgari Torna Egyesület) v Bratislavě. Ve vodním pólu hrál na pozici centra a od roku 1927 byl oporou československé reprezentace v útoku. Reprezentační tým těžil dlouhá léta ze souhry s jeho klubovým kolegou Pavolem Steinerem.
V roce 1928 byl členem reprezentačního výběru vodního póla na olympijských hrách v Amsterdamu. V roce 1931 se jeho klub PTE Bratislava dostal do finančních problémů a v květnu přestoupil z PTE do AC Sparta Praha. V Praze již dříve studoval na ČVUT. V prosinci 1932 dokončil studium a stal se elektroinženýrem.
V roce 1934 si poprvé na velkém turnaji mistrovství Evropy v Magdeburgu zahrál společně s mladším bratrem Karolem. V roce 1936 oba reprezentovali na olympijských hrách v Berlíně.
V roce 1937 se oženil s českou plavkyní Mariií Tautermannovou. Měli čtyři syny – Michala, Jana, Karola a Martina. Všichni reprezentovali Československo ve vodním pólu. Vnuk Karol reprezentoval ve vodním pólu již samostatné Slovensko.